# まさし君
『まさし君』（まさしくん）は、「週刊漫画TIMES」で1980年から1985年にかけて連載された植田まさしによる日本の4コマ漫画。

## 概要
貧乏大学生「上田まさし」の学生生活や、様々なアルバイト先で巻き起こす騒動やエピソードを描く。本作の連載時の1980年代の流行・社会情勢を取り入れた時事ネタが多数描かれている。

## 登場人物

### 上田まさし
本作の主人公。東西大学在学の20歳。「ひまわり荘」というアパートに住んでいる。貧乏で工事現場はもとよりウェイター、清掃員、映画のエキストラと様々なアルバイトをしているが、そのせいでアルバイト中毒（友人いわく違う意味のアル中）になったことがある。大木がまさしは泳げないと何度か言っているが、プールサイドでウェイターのバイト中に服を脱いでプールに飛び込もうとした4コマもあり、本当に泳げないのかどうかは不明。また、自称高所恐怖症だが、そのわりには屋上の手すりの外側に立っていたり、ロープ1本でぶら下がっての窓清掃のバイトをしていることもあり、本当に高所恐怖症なのかは不明。

#### 趣味
趣味はイタズラで、ひまわり荘の住民や教授、アルバイト先の人が主に被害に遭う。その点においては『かりあげクン』と類似するところがある。そのイタズラは時々常軌を逸し、法に触れるケースも多々ある。
- 疲れて寝ている大木の顔に白い布をかけ枕元に線香を立てて人に「死んだように眠ってる」と言う。
- 高所恐怖症の友人を目隠しして手すりの外側に立たせる。
- よその家の風呂場に侵入して勝手に入浴して帰る。
- 大木に2万円ほど用立ててくれと頼まれ、大木の部屋のものを全部売ってお金を作る。
- 拾った財布を来年まで取っておいてその後警察に届ける。
- 海水浴場で大木らが魚を突いている時に銛（もり）で他人のスイカ割りのスイカを突いて、盗んでくる。
- 荷物の積み込み作業中になんだかんだと口うるさい依頼主を貨物コンテナの中に閉じ込めた。依頼主はそのまま国鉄（民営化後はJR東日本、現在は同社と青い森鉄道との共有駅）青森駅まで乗せられて行った。
- 買い物客に帽子のサイズを言われて「知能指数かと思った」と発言。
- タクシーに乗車し、にせ物の空車札を立てて、身を潜めて「乗車拒否」に見せかけた。

ほか

#### 長所
1. 手先が器用で、道端で自作の刺繍を主婦に売ったり、長イスや本棚を自分で作ったこともある。ただし、長イスは縦に並んで座る形状だったため不評だった（わざとそう作ったのだが）。また、他人が作ったバイクのプラモデルを分解して、部品を1つも間違わずに組み立て前の形に組み直した。
2. お金の管理が上手く、家賃はあまり滞納しないが、お金の計算は苦手な模様（駅弁の販売中にお釣りの計算にモタついている間に電車が発車した）。

#### 短所
1. ひねくれ者である
自己の責に帰することで他人から叱られると逆恨みしてとんでもない行動に乗り出す。また、上から目線の客に対してもこれに準じた行動をとる。例をいくつか挙げると、
  - 冷凍庫を開けっぱなしにしていたことを注意されたために、冷凍庫のなかに濡れた布巾を入れて開けられないようにした。
  - 勝手に他人宅の前に連れていた犬に糞をさせようとしたのを咎められ、その家の前にかりんとうを撒いた。
  - 清掃作業中にエレベーターで移動をする際、重量オーバーの警報が鳴り、搭乗していた人々から降りるよう煽られた腹いせに、エレベーターの隙間からバケツの汚水を注入し、到着階で彼らに浴びせた。
  - 燃えないゴミの日に燃えるゴミを出して注意を受けたことに腹をたてて、注意した人が出したビール瓶に灯油を入れ、火炎瓶を作った。
2. アベックには異常なほど嫉妬深い。例えば、川に落ちたアベックを救うためにロープを投げたが、わざと横に移動して排水溝のところまで移動させ、彼らに噴き出す汚水を浴びさせた。
3. 極端なフェミニスト。喫茶店でのバイト中、一方的に別れ話を出され泣いている女性客を見かねて、相手の男性の薄毛を暴露させたことがある。
4. 極度なお調子者である。

褒められると調子に乗るタイプで、バイトでキャベツの千切りをほめられ、調子にのってレタスまで千切りにしてしまったり、大工手伝いのバイトでは柱材を板状になるまでかんながけしたことも。

#### 嗜好
- タバコは吸わず、酒はビールをオチョコで飲んでも酔っ払うほど非常に弱い。酔うと裸で踊って周囲を気分悪くさせる（そのため、自分でも酒量を抑えている）。
- バイト先の喫茶店にいた女優が吸ったタバコの吸殻を持ち帰ってくわえたり、歯医者で隣の美人に使った器具を取り上げて自分に使わせたりと、実はむっつりスケベ（その時の歯科医師にもそう言われた）。ただし、前者は、スケベというより、有名な美人女優が使用したものだから、という可能性もある。
- とろろいもであえた甘納豆をご飯にかけるなど、悪食な一面がある。
- カツ丼より天丼が好きである。

イタズラではないが、食い逃げの常習犯でもある。時として善行もするが、かえってそれが裏目に出てしまうこともある（例：配達の時、郵便受けに入れたら雨に濡れるだろうと、窓を開けて家の中に新聞を入れたが、入れた場所が浴室で、新聞は浴槽の湯の中に浸かってしまった）。道端で大金を拾い、先輩や友人に相談しようとしたが、借金の相談と思われて誰も相手にしてくれなかった。よく大木に食事をたかられ、物を食べていると食わせろと言われるため、おはぎを箸の両端に刺してダンベルに見せかけたり、饅頭をおでこに付けてたんこぶに見せかけたり、スイカの皮を削って着色しサッカーボールに見せかけたりして隠すことが多い。時には逆に、大木の物を盗み食いすることもある。声が大きく、新聞配達時にオヤジに文句を言われたことがある。

### 大木金吾
まさしと鈴木の先輩。東西大学に在学。まさしと同じく貧乏学生で、よくアルバイトをしている。まさしと同じひまわり荘に住んでいる。3回留年していることからもわかるとおり、あまり頭も良くないようで、まさしが「ひまわり荘 アホ木カバ夫」という宛名でハガキを出したところ、彼に届いた。レポートは全部ひらがなだけ、2年の時のフランス語の単位が取れずにまだ受けている。ほとんど勉強しないらしく、まさしが部屋の机の引き出しに入れたカエルに1年間気づかず、干物になっていたことがある。
体重は85~86キロ(ただし、86キロの時は、量る際に服を着ていたせいで重かったという可能性も)。着ている服は、胸に太い横線が1本入ったシンプルなもので、半袖でも長袖でも同じデザイン。違う服を着ることはほとんど無い。
まさし達にイタズラを仕掛けられることが多い。
まさしとは逆で、酒を飲みタバコも吸う。タバコは結構ヘビースモーカーで、買えない時は人が捨てた吸いさしを拾うことも。その場合シケモク専門で、箱に入ったものは警察に届ける。パチンコや競馬、賭け麻雀といったギャンブルもする。
よくまさしに食事をたかりに行く。たいていはまさしの食事中。しかも、先輩風を吹かせて「●●ぐらいあるんなら出せよ」など横柄な態度。しかし、納豆の代わりにとろろいもであえた甘納豆をご飯にかけられるなど、妙な形の逆襲に遭うこともしばしば。彼にたかられるのを防ぐため、まさしは空になった炊飯器を用意した上でヤカンでご飯を炊き、もうご飯がないように思わせたり、夕食を質素なものにして、大木が寝ている時に食べる朝食を豪華にしたりしていた。
食い意地が張っていて、本人自身が認めている通り、食べ物には意地汚いため、まさしの部屋にある食べ物を勝手に食べることが多いが、そのせいで酷い目に遭うこともしばしば。ハンバーガーの包装紙に包まれたヨーヨーに思い切りかぶりつき歯を欠けさせたり、クモの巣を付けたわたあめを食べて巣の部分をくわえた様子を撮影されてしまったり、痛んで捨てるつもりの饅頭や賞味期限を1年越したラーメンなど、痛んだ物を食べさせられたりした。ただし、時には、サンマやたい焼きなどをまさしにごちそうしたり、ネコにおかずの魚を取られたまさしにコロッケを分けてやるなど、いいことをする場合もある。逆に、自分はまさしの部屋のものを勝手に食うくせに、自分の部屋のものを勝手に食われると、怒って犯人捜しをする（決まってまさしの仕業である）。
先輩風を吹かせるのは食べることだけでなく、枕が低いと眠れないからと、同じ性質のまさしのそれと強引に交換しようとして、「オレはお前のせんぱいだぞ」と迫ったことも。ただ、そういう場合は必ず失敗する。
風邪を引いたまさし達後輩の様子を見に行ったり、まさしにティッシュを貸してやったり面倒見のいい部分もあるが、「この分は後で返せよ」と言っている。よくまさし達と組んで、映画館や動物園にタダで入ろうとしているが、ほとんど失敗している。まさしと一緒に食事に行くことが多く、一人前のラーメンやお子様ランチを2人で食べている。お子様ランチの時は、ライスを交互に食べ、刺してある旗を倒した方が料金を払う、という賭けをしていた。学生食堂でごはん・味噌汁・おかず・漬け物の4点がセットになった定食4人前を4人で分ける賭け（ジャンケン）をして敗れ、漬け物4人前を食べさせられるはめになったこともある（一方、まさしは4人前のおかずを獲得した）。出身地がまさしと同じ、または方向が同じだからか、まさしと一緒にヒッチハイクで里帰りをしようとしていたネタがある。
よく後輩から借金をしたり、家賃を滞納してしまったり、アルバイトの給料を増やそうとして競馬で全部スッてしまうなど、まさしとは逆でお金には極めてルーズ（消費者金融に手を出しかけたほどであるが、実際は事務所のトイレを借りようとしたオチもある）。漢字に弱く、字もかなり下手。レポートを書く時も全部平仮名で書く。
好きになった女性によくラブレターや花束を贈るが、成功した例は無い。ある女性に花束を渡した時、大木は無事に渡せて喜ぶが、実はその女性は墓参りにいく途中で、もらった花束を墓に飾った（供えるのにちょうどいいと思った様子）。ちなみに、ロリコンらしい。 惚れっぽい性格で、本人もラブレターを贈ることについて「数撃ちゃ当たる」と言っていたことがある。
1巻の中盤あたりまでは、名前が明らかになっておらず、頭の形が丸かったり、もみあげの形も違うことが多かった。また、服の柄も一定していなかった。彼はまさしのことを「上田」または「ウエダ」と呼び、「大木先輩」と名前がハッキリしてからは「まさし」と呼ぶ。

### 鈴木（近藤、野口）
まさしの友人。東西大学在学。まさしと同じく貧乏学生でよくアルバイトをしている。ひまわり荘に住んでいる。同じ大学の鈴村を「鈴村嬢」と呼び、想いを寄せている。
登場初期には「近藤」だったり「野口」だったり名前が一定していなかった。
代返を引き受けたものの、教授には気付かれており、本人の出席簿がかなり先の回まで欠席扱いになってしまった。
まさしが失敗した時に笑ったりバカにすることがあるが、そういう時はたいてい本人も同じような失敗をしていることに気づいていない。将棋はまさしより強い。
4巻で実家から青森りんごが送られてくるネタがあることから、故郷は青森と思われる。

### その他
鈴村
東西大学の学生。かなりの美人で、同じ大学の鈴木が想いを寄せている。鈴木には鈴村嬢と呼ばれる。美人ではあるが、まさし達と共に行動して平然（?）と遅刻をしていたり、まさしの家（と思われる場所）でこたつに入っている時、まさし達がこたつを取ると、思いきりあぐらをかいていたり、ガサツなところもある様子。
5巻からは登場しない(同じような服の女性が1度だけ登場したが、髪型が異なる)
大家夫婦
まさし達が住むアパート・ひまわり荘の大家。住人達がよく家賃を滞納するので困っている。家賃を滞納して追い立てを食っているアパートの住人を、まさしを始めとする他の住人が応援すべくその住人の部屋に集まったが、真下が大家の部屋だったため重みで天井が抜けかかったことがある。まさしに「釘を打ってくれませんか?」と頼むと、藁人形を打たれたことがある。大家はその時によって初老の男だったりおばあさんだったり中年夫婦だったり、出てくる人が変わっている。
里見教授
フルネームは里見治（3巻6ページでまさしが送った年賀状より）。まさし達がゼミを取っている東西大学教授。まさしのイタズラと彼を始めとする学生達頭の悪さに悩むあまり、何回か入院している（主に胃潰瘍）。入院した際、まさしと大木が御見舞いで花束を持参したが、それはニンニクの花だったためその匂いで餃子を思い出し「餃子食べたいよぉー」と泣いていた。講義中に「内職」をする生徒には容赦なく、「目障りだから出て行け!」と言うこともある（ここでの内職とは、本来は受けている授業とは違う科目をこっそりやっていることを指すが、まさしはバイトの内職をやっていた）。
里見教授以外の東西大学の教授
まさし達のイタズラに手を焼いている。まさしから大学教授へ、大学へ宛名を教授全員の名前にした年賀状が届いたことがある。ある一人の教授がまさし達の講義が終了した際に「黒板、消しとけよ」と言った。もちろん黒板の「文字を」消すようにという意味だったが、まさし達は黒板を丸ごと何処かに消してしまった。その現場を見た用務員もかなり困惑していた。他にもフランス語のテストで、「次の仏文を訳せ」という問題を出した。これももちろん「日本語に」という意味なのだが、「日本語に」という部分を書き忘れてしまい、悩んだ生徒たちはハナモゲラ語やバルタン語（という設定で出鱈目に書いただけ）で書いて提出したこともあった。里見教授と全く同じ髪型で、メガネをかけていない教授が一度登場しているが、里見教授と同一人物かどうかは不明。

## その他
ひまわり荘
主人公のまさし達が住むアパート。連載初期にはアパート名が設定されておらず玄関に「〇〇アパート」と表記されていた。風呂なし、共同トイレ（和式・汲み取り式）で損傷が激しいボロアパートでもある。まさしがドアをけん玉の玉で叩いてみると、すぐ外れたほど。雨戸も押し入れも2室共用で「早い者勝ち」というルールがあり、まさしの隣室に越してきた学生が2室共用の雨戸を取り損ねた挙句に、これまた2室共用の押入れにあった自分の布団までもまさしに取られてしまったことも。
東西大学
主人公のまさし達が通っている三流大学。五月病は新入生のみならず、あまりの学生レベルの低さに新任の講師までかかってしまう。くだらないクラブがたくさんある。医学部が存在するが、実態はお医者さんゴッコを目的としたサークル。「理工学部はあるか?」と聞かれたとき、「この大学に【りこう】なんてありません」とまさしが答えていた。受験生のスベリ止めになっている。ある受験生が絵馬に「東西大学以外の大学ならどこでもいい」と書いた。代返が頻繁に行われているが、バレていることもしばしば。試験問題は難関中学校の試験問題より簡単。大学OBにプロゴルファーがいて、後輩であるまさしが偶然そのキャディを務めたことがある。ちなみに、そのゴルファーは、第1打でOBを出してしまった。わかっている限り、鈴木二郎・山田吾作・木下藤夫・太田隆・小島仙一・中村三男・井上淳一・後藤又八・木村光一・秋山建二・佐藤茂・牧野明・横山正一、それに里見治と、14人の教授がいる（3巻6ページでまさしが送った年賀状より。まさしが講義をとっている教授のみ）。
自治会
東西大学の学生による団体。カンパを里見を始めとする教授たちから徴収するが、里見教授はそれを予期し、家に来られる前に居留守を使ったりする。よくデモを起こす。

## 単行本
まさし君　芳文社（全5巻）
1980年代に発売された。基本的に連載時の掲載順に収録。
初版発売日
1巻 1981.8.5
2巻 1982.6.5
3巻 1983.3.5
4巻 1984.3.5
5巻 1986.10.25

まさし君 Selection　芳文社（全4巻）
1999年から2000年にかけて「まさし君 Selection」として全4巻発売。こちらは以前発売されたものとは収録内容はまったく違い、連載順ではなく順不同で再収録され、時代性を考慮してエピソードタイトルやセリフの一部が改変されている。また、表紙のイラストは全て新規描き下ろし、カバーそでには作者紹介は新作カットを掲載、裏表紙の表四には4コマの新作が1本掲載という装丁となっていた。

初版発売日
1巻 1999.7.2
2巻 1999.11.2
3巻 2000.5.1
4巻 2000.10.3

特選まさし君　芳文社（コンビニコミックス）
コンビニコミックスとして2003年から2005年にかけて3冊発売。近年コンビニ用に刊行されたものは基本的に内容は『まさし君 Selection』に準じており、旧版にあった実在の商品名など記述が変更されている箇所がいくつかある。最終巻には「すっから母さん」「キップくん」が併録されている。

1巻 2003.11.22
2巻 2004.6.15
3巻 2005.1.28

まさし君DX 芳文社
コンビニコミックスとして2007年から2008年にかけて3冊発売。

1巻 2007.12.13
2巻 2008.4.11
3巻 2008.8.10

特盛まさし君　芳文社（コンビニコミックス）
コンビニコミックスとして2009年から2010年にかけて3冊発売。まさし君の他に作者の過去作品『すっから母さん』、『キップくん』、『おたかぜ君』などを同時収録したもの。コンビニコミックスとして不定期に発売。

1巻 2009.9.11
2巻 2010.3.5
3巻 2010.8.26

## テレビドラマ版
1985年2月18日に「月曜ドラマランド」（フジテレビ系）にて放送された。
バイト学生まさしがひょんな事から出会った車椅子の少年にキャンプの気分を味わって貰おうと店員の女性、アパートの住人である大木やケント達学生の助けを借りながら一肌脱ぐ。

### キャスト
- 上田まさし：風見しんご
- 大木先輩：湯原昌幸
- 留学生ケント：ケント・デリカット
- 旅行代理店店長：小松政夫
- 旅行代理店店員：大場久美子

### スタッフ
- 原作：植田まさし
- 脚本：喰始、松島利昭
- 演出：福本義人

| フジテレビ系列 月曜ドラマランド | フジテレビ系列 月曜ドラマランド | フジテレビ系列 月曜ドラマランド                     |
| 前番組                          | 番組名                          | 次番組                                              |
| ------------------------------- | ------------------------------- | --------------------------------------------------- |
| あ!MYみかん                     | まさし君 （1985年2月18日）      | いたずらエンジェル おじゃま魔天使 （1985年2月25日） |